# Azam Jah
Azam Jah Umdat ul-Umara Mukhtar ul-Mulk Roshan ud-Daula Nawab Muhammad Munawwar Khan Bahadur Bahadur Jang Sipah-Salar, fou nawab subadar del Carnàtic, fill gran i successor d'Azim al-Dawla Amir ul-Hind, Wala Jah Umdat ul-Umara Siraj ul-Mulk Amir ud-Daula Nawab Abdul Ali Khan Bahadur Shaukat Jang Sipah-Salar, quan aquest darrer va morir el 2 d'agost de 1819. Fou instal·lat al palau de Chepauk de Madras on residien els nawabs el 3 de febrer de 1820.
Va morir en aquest palau el 12 de novembre de 1825 i fou enterrat a Trichinopoly. Dels seus tres matrimonis va tenir un fill i tres filles. El fill, Ghulam Muhammad Ghous Khan, el va succeir.